# Точка Ферма

Знаходження точки Ферма.

Точка Ферма́ — точка площини, сума відстаней від якої до вершин трикутника є мінімальною. Точку Ферма також іноді називають точкою Торрічеллі або точкою Ферма — Торрічеллі. Точка Ферма дає вирішення проблеми Штейнера для вершин трикутника. Цю задачу вперше розв'язав П'єр Ферма в приватному листі.
Точка Торрічеллі — точка трикутника, з якої всі сторони видно під кутом в 120 °. Існує тільки в трикутниках з кутами меншими 120 °, при цьому, вона єдина і, значить, збігається з точкою Ферма.
Точка Ферма дає розв'язок для геометричної медіани і задачі Штейнера для трьох точок.

## Будова
Точка Ферма для трикутника з найбільшим кутом не більшим ніж 120° це його перший ізогональний центр або X(13), який будується так:
1. Побудувати рівносторонні трикутники на двох довільно обраних сторонах цього трикутника.
2. Накреслити лінію з кожної нової вершини до протилежної вершини вихідного трикутника.
3. Ці дві лінії перетинаються у точці Ферма.

Якщо трикутник має кут більший ніж 120°, точка Ферма розташована у вершині з тупим кутом.